# Ectobius pallidus
Espèce
Ectobius pallidus est une espèce d'insectes de la famille des Blattellidae (cafards), de la sous-famille des Ectobiinae et du genre Ectobius.

## Morphologie

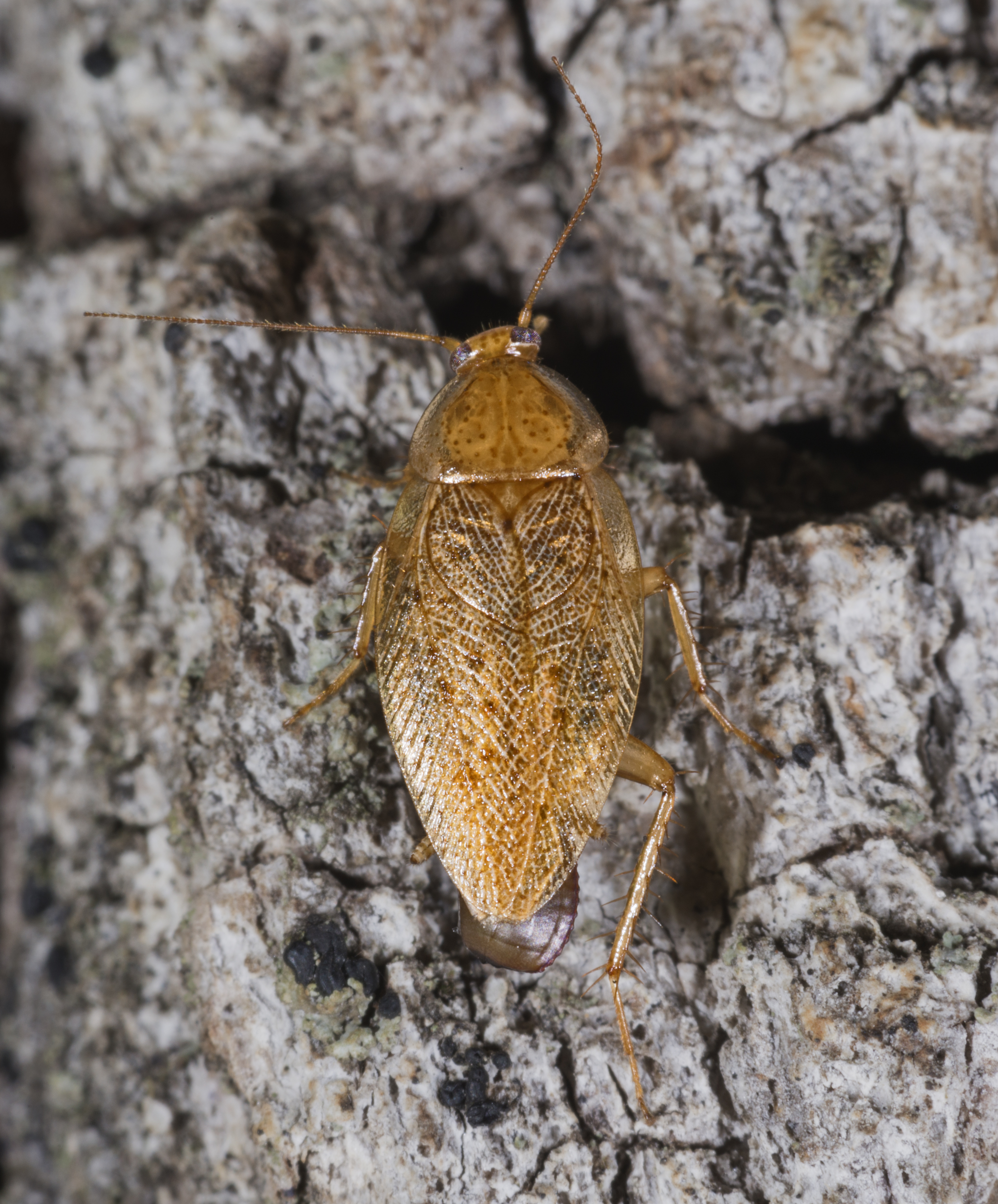
Femelle oothèque visible
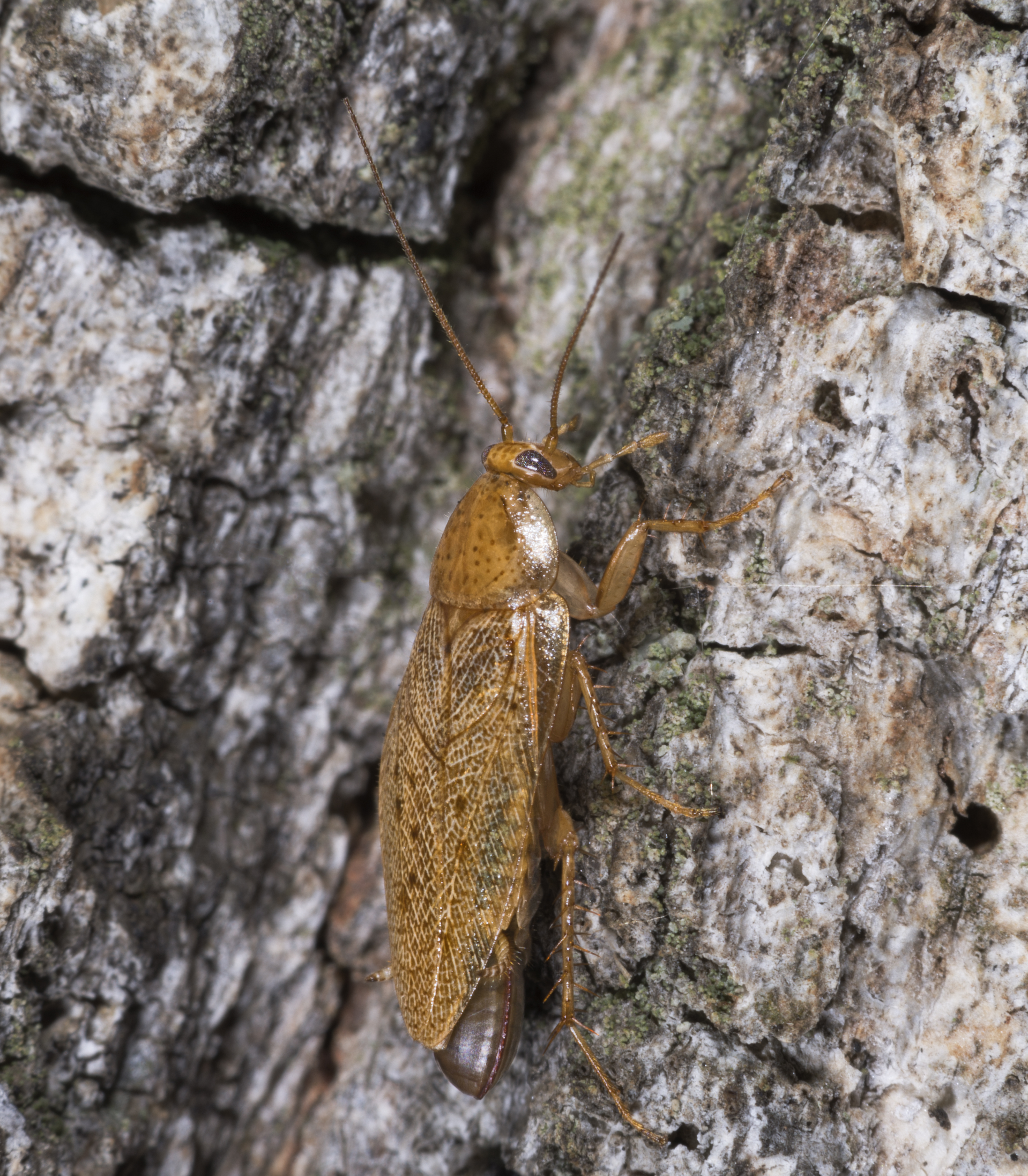
Femelle profil

## Comportement
Les mâles comme les femelles, ailés, volent quand la température est assez élevée, d'avril à octobre.

## Répartition et habitat
Cette espèce vit dans la végétation : bois, friches, prairies, parcs et jardins…

## Systématique
L’espèce Ectobius pallidus a été décrite par l'entomologiste français Guillaume-Antoine Olivier en 1789, sous le nom initial de Blatta pallidus.

### Synonymie
- Blatta pallidus Olivier, 1789 protonyme
- Blatta livens (Turton, 1806)
- Blatta succinea (Risso, 1826)

### Taxonomie
Liste des sous-espèces
- Ectobius pallidus pallidus (Olivier, 1789)
- Ectobius pallidus punctulatus (Fieber, 1853)